# San Miguel (Salvador)
San Miguel (eredetileg San Miguel de la Frontera) város Salvador keleti részén, mely régiónak legnagyobb települése. Az azonos nevű megye, San Miguel székhelye. Lakossága 218 ezer fő volt 2007-ben. 
Iparváros; textilt, gyógyszert, műanyagot gyártanak itt. A környéken többek közt kávét, gyapotot, szizálkendert termesztenek, továbbá arany- és ezüstbányák működnek. 
A városra néző, innen 11 km-re délnyugatra levő San Miguel vulkán 2129 méter magas; utoljára 2013 végén tört ki. 
A várost 1530-ban alapították és egy 18. századi székesegyházzal büszkélkedhet. Híres egy novemberi karneváljáról.